# Zygia obolingoides
Zygia obolingoides är en ärtväxtart som beskrevs av Maria de Lourdes Rico. Zygia obolingoides ingår i släktet Zygia och familjen ärtväxter. Inga underarter finns listade i Catalogue of Life.